# دايكي أواوتارو
دايكي أواوتارو (باليابانية: 渡 大生) (25 يونيو 1993 في هيروشيما في اليابان – )؛ هو لاعب كرة قدم ياباني سابق كان يلعب كمهاجم.

## وصلات خارجية
- دايكي أواوتارو على موقع رابطة كرة القدم اليابانية للمحترفين (اليابانية)
- دايكي أواوتارو على موقع قاعدة بيانات كرة القدم.إي يو (الإنجليزية)
- دايكي أواوتارو على موقع Soccerway.com (الإنجليزية)
- دايكي أواوتارو على موقع عالم كرة القدم.نت (الإنجليزية)